# Uroš Sremčević
Uroš Sremčević (Kragujevac, Šumadija, Serbia y Montenegro, 24 de abril de 2006) es un futbolista serbio. Juega de delantero centro y su equipo actual es Estrella Roja de Belgrado de la Superliga de Serbia, máxima categoría del fútbol serbio.

## Trayectoria
Para la temporada 2021-22 se sumó a la sub-17 del club a pesar de dar ventaja en la edad, tuvo una buena actuación y convirtió 12 goles en 23 partidos.
Fue ascendido al primer equipo en el último encuentro de la temporada. Debutó como profesional el 21 de mayo de 2022, ingresó al minuto 65 para enfrentar a F. K. Spartak Subotica y ganaron 2-1 en el Stadion Mladost. Disputó su primer encuentro oficial con 16 años y la camiseta 31.
En la temporada 2022-23 tuvo más minutos en el primer equipo, en las 11 presencias que tuvo, fue suplente en 10 salvo el partido por la Copa de Serbia, no logró convertir goles con los profesionales. A nivel juvenil defendió la sub-19 del club y anotó 9 goles en 17 partidos jugados, en una ocasión bajó a jugar con la sub-17 y convirtió 2 goles.
El entrenador Igor Savić decidió utilizarlo como primera opción en la temporada 2023-24, desde la fecha 1 del campeonato serbio fue titular. En la fecha 2 convirtió su primer gol oficial con 17 años, fue en la victoria 0-2 frente a FK Železničar Pančevo.
En enero de 2024 surgió el interés de equipos como Estrella Roja de Belgrado y Manchester City por su ficha. Fue fichado por Estrella Roja el 2 de febrero a sus 17 años, le fue adjudicado el dorsal número 31 y firmó contrato por 3 años, lo máximo permitido para un jugador menor de edad.

## Selección nacional
Ha sido internacional con la selección de fútbol de Serbia en las categorías sub-15, sub-16, sub-17 y sub-19.

## Estadísticas
Actualizado al último partido disputado el 14 de diciembre de 2024.
| Club                             | Div.          | Temporada     | Liga  | Liga  | Liga   | Copas nacionales | Copas nacionales | Copas nacionales | Copas internacionales | Copas internacionales | Copas internacionales | Total | Total | Total  |
| Club                             | Div.          | Temporada     | Part. | Goles | Asist. | Part.            | Goles            | Asist.           | Part.                 | Goles                 | Asist.                | Part. | Goles | Asist. |
| -------------------------------- | ------------- | ------------- | ----- | ----- | ------ | ---------------- | ---------------- | ---------------- | --------------------- | --------------------- | --------------------- | ----- | ----- | ------ |
| FK Mladost Lučani Serbia         | 1.ª           | 2021-22       | 1     | 0     | 0      | -                | -                | -                | -                     | -                     | -                     | 1     | 0     | 0      |
| FK Mladost Lučani Serbia         | 1.ª           | 2022-23       | 10    | 0     | 0      | 1                | 0                | 0                | -                     | -                     | -                     | 11    | 0     | 0      |
| FK Mladost Lučani Serbia         | 1.ª           | 2023-24       | 16    | 4     | 0      | 1                | 0                | 0                | -                     | -                     | -                     | 17    | 4     | 0      |
| FK Mladost Lučani Serbia         | Total club    | Total club    | 27    | 4     | 0      | 2                | 0                | 0                | 0                     | 0                     | 0                     | 29    | 4     | 0      |
| Estrella Roja de Belgrado Serbia | 1.ª           | 2023-24       | 8     | 2     | 0      | 1                | 0                | 0                | -                     | -                     | -                     | 9     | 2     | 0      |
| Estrella Roja de Belgrado Serbia | 1.ª           | 2024-25       | 0     | 0     | 0      | 1                | 2                | 0                | -                     | -                     | -                     | 1     | 2     | 0      |
| Estrella Roja de Belgrado Serbia | Total club    | Total club    | 8     | 2     | 0      | 2                | 2                | 0                | 0                     | 0                     | 0                     | 10    | 4     | 0      |
| RFK Grafičar Beograd Serbia      | 2.ª           | 2024-25       | 15    | 2     | 1      | -                | -                | -                | —                     | —                     | —                     | 15    | 2     | 1      |
| RFK Grafičar Beograd Serbia      | Total club    | Total club    | 15    | 2     | 1      | 0                | 0                | 0                | 0                     | 0                     | 0                     | 15    | 2     | 1      |
| Total carrera                    | Total carrera | Total carrera | 50    | 8     | 1      | 4                | 2                | 0                | 0                     | 0                     | 0                     | 54    | 10    | 1      |
| 1.                               |               |               |       |       |        |                  |                  |                  |                       |                       |                       |       |       |        |